# 基莱姆
基莱姆（法語：Killem，法語發音：[kilɛm]）是法国上法蘭西大區北部省的一个市镇，属于敦刻尔克区。

## 地理
基莱姆（50°57'29"N, 2°33'44"E）面积11.99 平方千米，位于法国上法蘭西大區北部省，该省份为法国最北部的省份及最长的省份，西北濒北海，西接加来海峡省，南至埃纳省和索姆省，东与比利时接壤。
与基莱姆接壤的市镇（或旧市镇、城区）包括：翁斯科特、瓦雷姆、奥斯特卡佩勒、雷克斯普德。
基莱姆的时区为UTC+01:00、UTC+02:00（夏令时）。

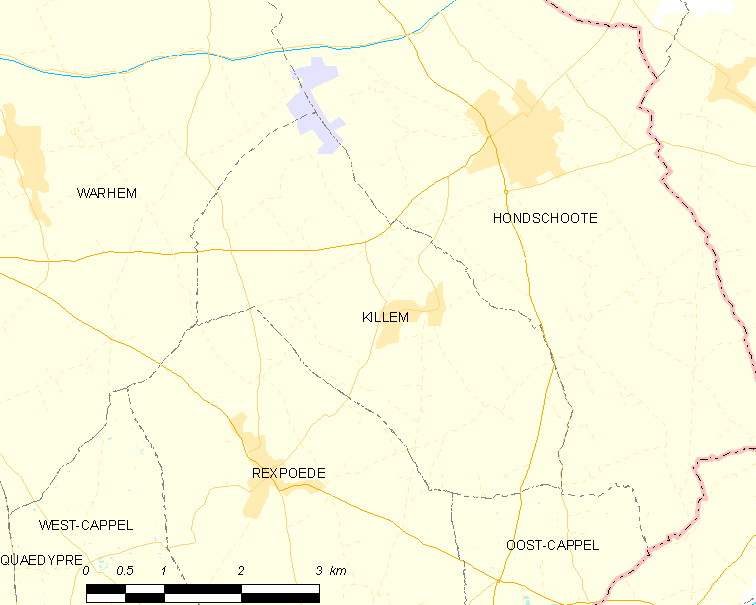
基莱姆的OSM定位图

## 行政
基莱姆的邮政编码为59122，INSEE市镇编码为59326。

## 政治
基莱姆所属的省级选区为沃尔穆特县。

## 人口

1962-2008年间基莱姆人口变化图示

基莱姆于2022年1月1日时的人口数量为1172人。